# 巴村镇
巴村镇，是中华人民共和国河南省周口市商水县下辖的一个乡镇级行政单位。

## 行政区划
巴村镇下辖以下地区：
巴南村、后党村、董村、小胡家村、前党村、胡集村、小訾家村、大訾家村、西安庄村、双楼田村、于庄村、朱郭村、张杨村、大邵庄村、党寨村、刘楼村、巴北村、袁吴徐村、娄庄村、杨楼村、贾庄村、司李家村、上城村、韩庄村、黑朱家村、西张庄村、吕刘村和崔庄村。